# Pseudoryx nghetinhensis
El Pseudoryx nghetinhensis o saolà m és un dels mamífers més rars del món. Aquest bòvid que viu en regions boscoses només viu a les valls de la serralada Annamita, entre el Vietnam i Laos, a altituds d'entre 400 i 1.200 metres.
El Pseudoryx nghetinhensis o saolà és una espècie animal bastant desconeguda que no fou descoberta pels científics fins al 1992. L'animal és comparable a l'antílop, especialment pels flocs blancs que té a la cara i les banyes. Tanmateix, les anàlisis d'ADN han demostrat que pertany a un nou gènere. No se sap quants exemplars n'hi ha en llibertat, car només se n'han vist onze exemplars vius. Se n'estima la població entre 70 i 700 animals a Laos i un centenar al Vietnam.

## Alimentació
S'alimenta de petits arbustos, sobretot per les zones amb rius. Quan han d'anar a menjar ho fa amb grups d'uns 5 individus per tenir-ne la protecció.

## Distribució
L'àrea de distribució del saolà abasta uns 5000 km² i conté les úniques muntanyes de boscos verges que resten al nord del Vietnam i Laos. El 2010 va ser capturat un exemplar, el primer després del seu descobriment, per caçadors nadius, si bé únicament va aconseguir sobreviure en captivitat uns dos dies.
La població de saolàs es va estimar en uns 200 individus. Es considera una espècie endèmica. Poc temps després de la descoberta, el govern vietnamita va augmentar l'extensió del Parc nacional Vu Quang, que va passar de tenir 160 km² a tenir-ne uns 600 i s'han dut a terme projectes per a la creació de dues noves reserves. Malgrat aquests nivells tan bons de protecció el saolà es classifica com a espècie amenaçada.

## Característiques
El saolà es caracteritza per les seves banyes llargues, esveltes i gairebé rectes; té dues glàndules odoríferes sota els ulls, les dents premolars són llargues i el color del pelatge varia des del castany fosc al marró vermellós; a més, té una banda blanca que li recorre el dors del cos fins a la cua. Les seves peülles són petites i els seus dits són curts. Té una alçada a la creu d'entre 80 i 90 cm i un pes proper als 90 kg.
El saolà pot viure en solitari o en petits grups familiars de dos o tres membres. Es creu que és depredat pels tigres i lleopards, espècies de felins relativament abundants a la serralada Annamita, llar del saolà.